# Charles-Nicolas Cochin (père)
Pour l’article homonyme, voir Charles-Nicolas Cochin.
 (novembre 2021).
Si vous disposez d'ouvrages ou d'articles de référence ou si vous connaissez des sites web de qualité traitant du thème abordé ici, merci de compléter l'article en donnant les références utiles à sa vérifiabilité et en les liant à la section « Notes et références ».
Charles-Nicolas Cochin, dit Charles-Nicolas Cochin père, Cochin l'Ancien ou  Cochin le Vieux, est un graveur français né le 29 avril 1688 à Paris où il est mort le 5 juillet 1754 .

## Biographie

### Naissance et formation
Charles-Nicolas Cochin naît le 29 avril 1688 d'une ancienne famille de Champagne dont plusieurs membres se sont déjà distingués dans les arts. Son père Charles Cochin est peintre, il est marié à Marie Marthe de la Forge.
Sans doute élève du peintre d'histoire Pierre Dulin, ce n'est qu'à 22 ans qu'il décide de se consacrer à la gravure. Il se fait remarquer par ses reproduction des grands maîtres : Sujets de la Vie de Saint Augustin, Louis de Boullogne, à l'église Saint-Louis-des-Invalides, Les Noces de Cana, de Véronèse, des sujets de l'ancien testament.

### Peintre de l'Académie royale de peinture
L'Académie royale de peinture et de sculpture l'agrée, le 26 février 1729, sur la présentation de deux gravures : le Retour de campagne, d'après Watteau, et Jacob apercevant Rachel, d'après François Lemoyne. Le 31 août 1731, après avoir apporté les portraits gravés du peintre Eustache Le Sueur et du sculpteur Jacques Sarazin qui lui avaient été imposés comme morceau de réception, il devient académicien.
Interprète admirable des peintres contemporains, il traduit le style et la couleur même de leurs œuvres dans des planches qu'il commence à l'eau-forte et auxquelles il ajoute quelques accents, d'un burin aussi habile que discret. Il reproduit entre autres l'Amour au théâtre français, l'Amour au théâtre Italien, le Bosquet de Bacchus de Watteau ; le Jeu du pied de bœuf de François de Troy ; la Blanchisseuse, la Fontaine, l'Écureuse, le Garçon cabaretier, de Chardin ; le Colin-maillard de Nicolas Lancret.
Charles-Nicolas Cochin collabore avec de nombreux graveurs à l'illustration de l’Histoire générale de Languedoc de 1730 à 1745 par dom Claude Devic et dom Joseph Vaissète, et de l’Histoire et description de l'Hôtel des Invalides (1736) de Jean-Joseph Granet (1685-1759). Il grave ensuite plusieurs des planches représentant, entre autres, Le sacre de Louis XV et Le Roi prosterné devant l'autel. En 1738, il grave La Lorraine réunie à la France de Nicolas Delobel, où figure le portrait du cardinal de Fleury, œuvre aujourd'hui au musée des beaux-arts de Boston aux États-Unis.

### Famille et mort
À partir de 1744, Charles-Nicolas Cochin se consacre à faire valoir les œuvres de son fils Charles Nicolas Cochin dont les débuts furent précoces et brillants, et il l'aide dans sa tâche écrasante. C'est ainsi qu'il grave deux planches dessinées par celui-ci à l'occasion des fêtes du premier mariage du Dauphin en 1745 (le Bal paré, le Bal masqué) et collabora aussi à la série des fêtes du second mariage en 1747 (le Jeu tenu par le Roi et la Reine).
Il épouse, le 10 août 1713, Louise-Magdeleine Horthemels, fille d'un libraire de Hollande, dont le frère Frédéric était graveur comme elle, et dont les sœurs avaient épousé respectivement le graveur Nicolas-Henri Tardieu et le peintre Alexis Simon Belle. Elle meurt en 1767.
Cochin meurt dans son logement des galeries du Louvre le 7 juillet 1754,.

## Œuvres
L'œuvre de Cochin père comprend 512 planches « tant avant et avec la lettre qu'à l'état d'eau-forte ».

### Estampes

#### D'après Chardin
- La Blanchisseuse, - La Fontaine
- L'Écureuse, - Le Garçon Cabaretier

#### D'après son fils
- Décoration du bal paré donné par le Roy, 1746
- Décoration du bal masqué donné par le Roi, 1746
- Décoration et sessein, du jeu tenu par le Roy et la Reine, 1747

#### D'après Lancret
- Le Jeu de colin-maillard
- Conversation dans un jardin
- La Terre

#### D'aprèsJean-Baptiste van Mour
- Explication des cent estampes qui représentent différentes nations du Levant avec de nouvelles estampes de cérémonies turques qui ont aussi leurs explixation par Charles de Ferriol, contributions de neuf graveurs dont Bernard Baron, Charles-Nicolas Cochin et Jean-Baptiste Scotin, 1715

#### D'après de Troy
- La Henriade de Voltaire, Londres, 1726, frontispice du chant septième
- Le Jeu du pied-de-bœuf
- Fuyez Iris
- L'Amant sans gêne

#### D'après Watteau
- La Mariée de village
- Le Bosquet de Bacchus
- L'Amour au théâtre français

#### Autres
- Pompe funèbre de la reine de Sardaigne
- L'Inflexibilité de saint Basile, Jacob se fgaisant reconnaître à Rachel, etc.
- Portrait de Jacques Sarrazin l'aîné et d'Eustache Le Sueur, 1731

### Vignettes
- Frontispice de Boucher pour Tombeau des princes... de la Grande-Bretagne
- La Religion, poème de Louis Racine, 1742
- Œuvres de Virgile, Paris, Quillau, 1742 - 16 vignettes
- Catalogue raisonné des Curiosités du Cabinet de M. Quentin de Lorangère, par Gersaint, 1744
- Oraison funèbre de M. de Beauvau, archevêque de Narbonne, 1755
- Moïse, frontipice pour les Figures de la Bible, de Royaumont, 1744
- Bréviaire du diocèse d'Évreux, Paris, 1747
- L'Art de la guerre, du mar´chal de Puységur, Paris, Jombert, 1748
- Théâtre des Grecs,  par le Père Brumoy, Paris, 1749
- Illustrations pour la grande édition des Fables de La Fontaine

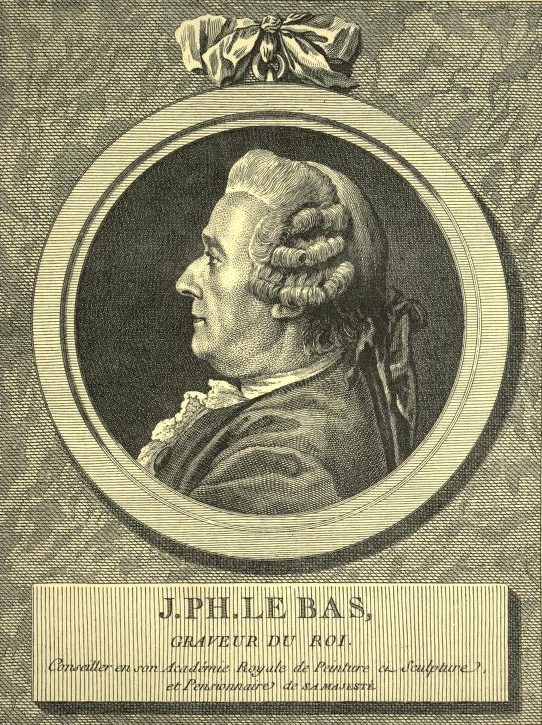
Portrait du graveur Jacques-Philippe Le Bas par Louis-Jacques Cathelin d’après Charles-Nicolas Cochin (1798).
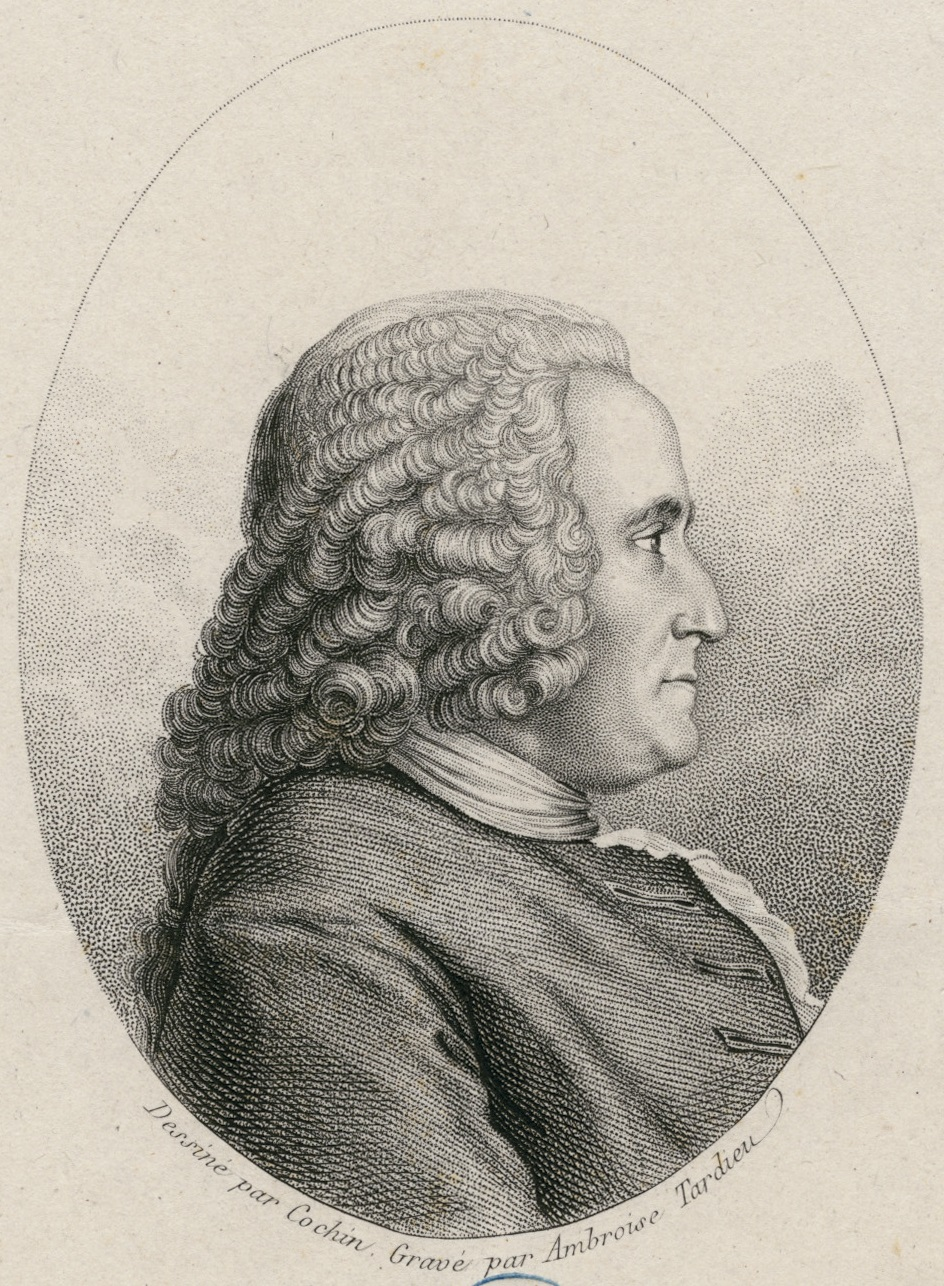
Portrait de Denis Dodart par Ambroise Tardieu d'après Charles-Nicolas Cochin